# Lampea
Lampea is een geslacht van ribkwallen uit de klasse van de Tentaculata.

## Soorten
- Lampea elongata (Quoy & Gaimard, 1824)
- Lampea fusiformis (A. Agassiz & Mayer, 1902)
- Lampea komai (Dawydoff, 1937)
- Lampea lactea (Mayer, 1912)
- Lampea pancerina (Chun, 1879)